# Гуджаратський землетрус (2001)
Гуджаратський землетрус 2001 року — сильний землетрус з магнітудою 7,9 балів за шкалою Ріхтера, що стався 26 січня 2001 року в Гуджараті, Індія на віддалі приблизно 110 км на північний схід від міста Джамнагар в Індії або приблизно 290 км на південь від Гайдарабаду, Пакистан.
Найбільш постраждали індійські міста — Бхудж, Ахмадабад и Бхачау. Землетрус спричинив загибель понад 20 000 людей (з них 15 000 — мешканці Бхуджа), ще 167 тисяч дістали поранення. 339 тис. будівель було зруйновано і 783 тис. пошкоджено. Пошкоджено багато мостів і доріг. Збитки оцінено в 1,3 млрд. доларів США. Землетрус торкнувся і південних районів сусіднього Пакистану (загинуло 18 осіб, близько 100 отримали поранення). Поштовхи відчувалися також у Бангладеш та Непалі. Землетрус був викликаний зрушенням Індостанської платформи в північному напрямку в бік Євразійської літосферної плити, супроводжувався численними афтершоками, найсильніший з яких з магнітудою М = 5,8 стався 28 січня 2001 року о 01:02 за Гринвічем.

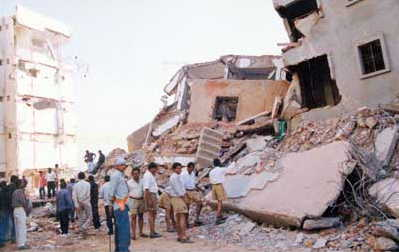
Гуджарат, 2001. Зона лиха.

Останні значні землетруси в цьому районі відзначалися в 1956 році.
Після 1956 року за даними міжнародних сейсмологічних центрів в цьому районі не спостерігалося значних проявів сейсмічності понад 4 бали, лише два землетруси в 1982 році мали магнітуду 4,0—4,2 бала.

## Допомога України
Відповідно до Розпорядження Кабінету Міністрів України від 31.01.2001 року № 20-р та сумісного наказу МНС і МОЗ України від 31.01.2001 року № 30/32 для ліквідації наслідків землетрусу що стався в Республіці Індія, був направлений зведений пошуково-рятувальний загін МНС України. До складу зведеного загону були включені працівники МНС і МОЗ України (підрозділ Центрального воєнізованого аварійно-рятувального загону і мобільний госпіталь МНС України).
Координаційним центром штату Гуджарат з ліквідації наслідків землетрусу місцем дислокації загону було визначено місто Бхачау, що значно постраждало внаслідок землетрусу (з 40 тис. мешканців 10 тис. загинуло, а близько 20 тис. травмовано). З наданої інформації свідчило, що вся існуюча інфраструктура охорони здоров'я міста Бхачау була зруйнована, а 70 відсотків медичного персоналу загинуло.
Перший модуль мобільного госпіталю МНС України (приймально-сортувальне відділення) був готовий та почав прийом постраждалих через одну годину після прибуття на місце. Повністю мобільний госпіталь було розгорнуто через 4 години та одразу ж почалось надання медичної допомоги у повному обсязі (оперативні втручання, інтенсивна терапія). Таким чином, з 3 лютого 2001 року мобільний госпіталь зведеного пошуково-рятувального загону МНС України почав повноцінне функціонування щодо надання медичної допомоги постраждалому населенню м. Бхачау і прилеглих до нього районів, які постраждали внаслідок землетрусу.
З урахуванням можливостей та оснащення мобільний госпіталь зведеного загону був визначений серед восьми інших медичних закладів як головний у районі для стаціонарного лікування найважчих постраждалих.
Всього за весь період роботи українські медики, працюючи в цілодобовому режимі, надали допомогу 5 тис. 558 постраждалим, з яких 1 тис. 53 — діти. Було проведено 216 хірургічних операцій, у тому числі 69 дітям, прийнято пологи у 13 індійських породіль.
За час діяльності українського зведеного загону в м. Бхачау понад 800 представників урядових, міжнародних, громадських та релігійних організацій Індії та інших країн постійно вивчали досвід українських лікарів та рятувальників з організації роботи в екстремальних умовах великомасштабної надзвичайної ситуації.